# Реметя-Погеніч
Реметя-Погеніч (рум. Remetea-Pogănici) — село у повіті Караш-Северін в Румунії. Входить до складу комуни Фирліуг.
Село розташоване на відстані 352 км на захід від Бухареста, 23 км на північ від Решиці, 57 км на південний схід від Тімішоари.

## Населення
За даними перепису населення 2002 року у селі проживали 232 особи.
Національний склад населення села:
| Національність | Кількість осіб | Відсоток |
| -------------- | -------------- | -------- |
| румуни         | 190            | 81,9%    |
| цигани         | 33             | 14,2%    |
| українці       | 6              | 2,6%     |

Рідною мовою назвали:
| Мова       | Кількість осіб | Відсоток |
| ---------- | -------------- | -------- |
| румунська  | 225            | 97,0%    |
| українська | 5              | 2,2%     |